# Sport à Clermont-Ferrand
 (mars 2018).
La ville de Clermont-Ferrand est connue au niveau sportif grâce principalement à deux clubs omnisports : l'AS Montferrand (le club des usines Michelin) et le Stade clermontois. Le club de football le plus connu est le Clermont Foot 63 qui évolue en deuxième division (depuis 2024).

## Événements sportifs
| Année | Sport                              | Épreuve | Lieu                                  | Date                    |
| ----- | ---------------------------------- | --- | ------------------------------------- | ----------------------- |
| 1905  | Sport automobile                   | Coupe automobile Gordon Bennett |                                       |                         |
| 1951  | Cyclisme sur route                 | Tour de France |                                       |                         |
| 1952  | Cyclisme sur route                 | Tour de France |                                       |                         |
| 1959  | Moto                               | Grand Prix de France | Circuit de Charade                    | 17 mai                  |
| 1959  | Cyclisme sur route                 | Tour de France |                                       |                         |
| 1960  | Moto                               | Grand Prix de France | Circuit de Charade                    | 22 mai                  |
| 1961  | Moto                               | Grand Prix de France | Circuit de Charade                    | 21 mai                  |
| 1962  | Moto                               | Grand Prix de France | Circuit de Charade                    | 13 mai                  |
| 1963  | Moto                               | Grand Prix de France | Circuit de Charade                    | 2 juin                  |
| 1964  | Moto                               | Grand Prix de France | Circuit de Charade                    | 17 mai                  |
| 1964  | Cyclisme sur route                 | Tour de France |                                       |                         |
| 1965  | Formule 1                          | Grand Prix de France | Circuit de Charade                    | 27 juin                 |
| 1966  | Moto                               | Grand Prix de France | Circuit de Charade                    | 29 mai                  |
| 1967  | Moto                               | Grand Prix de France | Circuit de Charade                    | 21 mai                  |
| 1967  | Cyclisme sur route                 | Tour de France |                                       |                         |
| 1969  | Formule 1                          | Grand Prix de France | Circuit de Charade                    | 7 juillet               |
| 1969  | Cyclisme sur route                 | Tour de France |                                       |                         |
| 1970  | Formule 1                          | Grand Prix de France | Circuit de Charade                    | 5 juillet               |
| 1971  | Cyclisme sur route                 | Tour de France |                                       |                         |
| 1972  | Moto                               | Grand Prix de France | Circuit de Charade                    | 7 mai                   |
| 1972  | Formule 1                          | Grand Prix de France | Circuit de Charade                    | 2 juillet               |
| 1974  | Moto                               | Grand Prix de France | Circuit de Charade                    | 22 avril                |
| 1977  | Rugby                              | France - Roumanie (Test-match) | Stade Marcel-Michelin                 | 10 décembre             |
| 1981  | Escrime                            | Championnats du monde | Maison des Sports                     | 2 juillet - 13 juillet  |
| 1983  | Cyclisme sur route                 | Tour de France |                                       |                         |
| 1983  | Rugby                              | France - Australie (Test-match) | Stade Marcel-Michelin                 | 13 novembre             |
| 1984  | Volley-ball                        | Championnat d'Europe masculin des moins de 21 ans | Maison des Sports                     | 26 août - 2 septembre   |
| 1986  | Cyclisme sur route                 | Tour de France |                                       |                         |
| 1987  | Lutte gréco-romaine et Lutte libre | Championnats du monde masculins | Maison des Sports                     | 19 août - 29 août       |
| 1988  | Tennis                             | Coupe Davis (Quart de finale) | Maison des Sports                     | 8 avril - 10 avril      |
| 1988  | Cyclisme sur route                 | Tour de France |                                       |                         |
| 1997  | Lutte libre                        | Championnats du monde féminins | Maison des Sports                     | 10 juillet - 12 juillet |
| 1999  | Basket-ball                        | Championnat d'Europe masculin (Groupe B) | Maison des Sports                     | 21 juin - 23 juin       |
| 2003  | Athlétisme                         | Championnats de France en salle | Stadium Jean-Pellez                   | 28 février - 2 mars     |
| 2003  | Football                           | France Espoirs - Portugal Espoirs (Barrage retour de qualification à l'Euro 2004) | Stade Gabriel-Montpied                | 18 novembre             |
| 2004  | Rallye-raid                        | Départ du Rallye Dakar | Zénith d'Auvergne                     | 1er janvier             |
| 2004  | Athlétisme                         | Championnats de France en salle | Stadium Jean-Pellez                   | 20 février - 22 février |
| 2005  | Basket-ball                        | Semaine des As | Maison des Sports                     | 17 février - 20 février |
| 2006  | Athlétisme                         | Championnats de France en salle | Stadium Jean-Pellez                   | 24 février - 26 février |
| 2006  | Rugby                              | Championnat du monde des moins de 21 ans | Stade Marcel-Michelin                 | 21 juin et 25 juin      |
| 2007  | Tennis                             | Coupe Davis (Huitième de finale) | Zénith d'Auvergne                     | 9 février - 11 février  |
| 2007  | Athlétisme                         | Championnats de France en salle | Stadium Jean-Pellez                   | 16 février - 18 février |
| 2008  | Gymnastique artistique féminine    | Championnats d'Europe | Maison des Sports                     | 3 avril - 6 avril       |
| 2008  | Handball (Masculin)                | France - Tunisie (Amical) | Maison des Sports                     | 27 novembre             |
| 2009  | Handball (Féminin)                 | France - Norvège (Amical) | Maison des Sports                     | 5 mars                  |
| 2010  | Handball (Masculin)                | Aurillac - Montpellier (Division 1) | Maison des Sports                     | 28 février              |
| 2010  | Tennis                             | Coupe Davis (Quart de finale) | Zénith d'Auvergne                     | 9 juillet - 11 juillet  |
| 2011  | Athlétisme                         | Championnats de France en salle | Stadium Jean-Pellez                   | 19 février - 20 février |
| 2011  | Football                           | France Espoirs - Kazakhstan Espoirs (Éliminatoires de l'Euro 2013) | Stade Gabriel-Montpied                | 7 octobre               |
| 2012  | Athlétisme                         | Championnats de France en salle | Stadium Jean-Pellez                   | 25 février - 26 février |
| 2012  | Handball (Féminin)                 | France - Macédoine (Qualifications à l'Euro 2012) | Maison des Sports                     | 25 mars                 |
| 2013  | Basket-ball (Féminin)              | France - Italie (Préparation au championnat d'Europe féminin 2013) | Maison des Sports                     | 20 mai                  |
| 2016  | Saut à la perche                   | All Star Perche by quartus | Maison des Sports                     | 21 février              |
| 2017  | Saut à la perche                   | All Star Perche by quartus | Maison des Sports                     | 5 février               |
| 2017  | Volleyball                         | Finale Fédérale Masculine : Conflans-Andresy-Jouy vs Mende ; Finale Fédérale Féminine : Chamalieres vs Marcq en Baroeul ; Finale Féminine Coupe de France : Béziers vs Pays Aix Venelles ; Finale Masculine Coupe de France : Ajaccio vs Nantes-Reze | Maison des Sports                     | 11 mars                 |
| 2017  | Freestyle                          | Blackliner Freestyle Show international (Freestyle Motocross, Quad, Stunt et BMX Super Jump) | Maison des Sports                     | 25 novembre             |
| 2018  | Saut à la perche                   | All Star Perche by quartus | Maison des Sports                     | 25 février              |
| 2018  | Athlétisme                         | Championnat de France d'athlétisme indoor hansisport | Stadium Jean-Pellez                   | 10 mars                 |
| 2019  | Saut à la perche                   | All Star Perche by quartus | Maison des Sports                     | 24 février              |
| 2019  | Handball (féminin)                 | Golden League: Norvège vs Danemark, France vs Roumanie | Maison des Sports                     | 21 mars                 |
| 2019  | Hockey sur glace                   | Finale division 2: Clermont-Ferrand (HCCA) vs Courchevel-Méribel-Pralognan (HCMP) | Patinoire Clermont Auvergne Métropole | 13 avril                |
| 2020  | Athletisme                         | X-Athletics Heptathlon Elite Hommes - Triathlon Handisport - Pentathlon Elite Femmes (Préparation aux championnats continentaux et mondiaux) | Stadium Jean-Pellez                   | 11 et 12 janvier        |
| 2020  | Saut à la perche                   | All Star Perche by quartus | Maison des Sports                     | 23 février              |
| 2020  | Sport automobile                   | Tour Auto Optic 2000 | Circuit de Charade                    | 22 avril                |
| 2020  | Cyclisme sur route                 | Départ du Critérium du Dauphiné |                                       | 12 août                 |
| 2020  | Cyclisme sur route                 | Passage de la 13e étape du Tour de France 2020 |                                       | 11 septembre            |
| 2020  | Cyclisme sur route                 | Départ de la 14e étape du Tour de France 2020 |                                       | 12 septembre            |
| 2023  | Cyclisme sur route                 | Passage de la 9e étape du Tour de France 2023 |                                       | 9 juillet               |
| 2023  | Cyclisme sur route                 | Jour de repos du Tour de France 2023 |                                       | 10 juillet              |
| 2023  | Cyclisme sur route                 | Départ de la 11e étape du Tour de France 2023 |                                       | 12 juillet              |
| 2023  | Cyclisme sur route                 | Tour de France Femmes 2023 (1re et 2e étapes) |                                       | 23 et 24 juillet        |
| 2025  | Cyclisme sur route                 | Passage de la 10e étape du Tour de France 2025 |                                       | 14 juillet              |
| 2025  | Cyclisme sur route                 | Départ de la 6e étape du Tour de France Femmes 2025 | Place de Jaude                        | 31 juillet              |

De plus, tous les ans depuis 1994, le circuit de Super-Besse accueille une étape du circuit de course sur glace du Trophée Andros, en partenariat rapproché avec la ville de Clermont-Ferrand (d'où l'appellation officielle Clermont-Ferrand/Super-Besse).

## Les principaux équipements sportifs clermontois

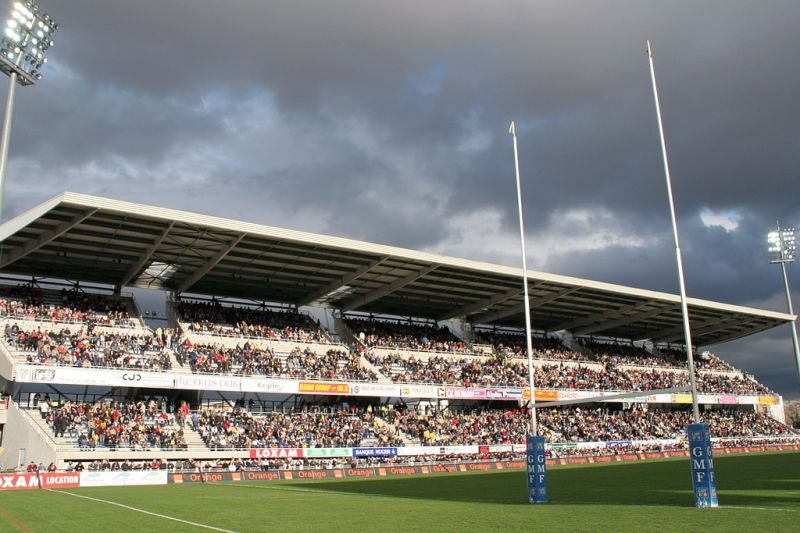
Stade Michelin

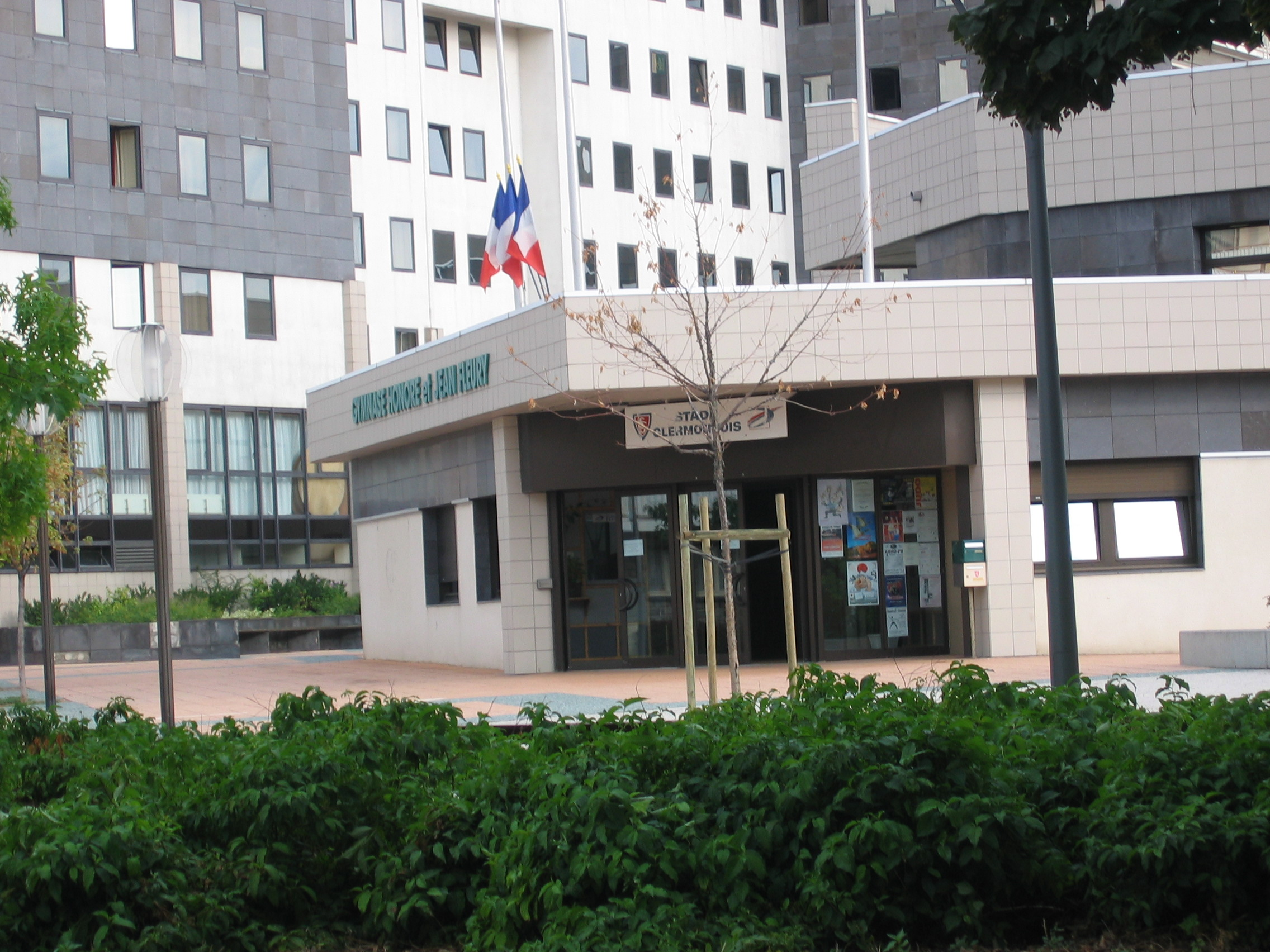
Fleury

Liste des principaux équipements sportifs de la ville (pour les équipements sportifs métropolitains, voir Clermont Auvergne Métropole) :
- le parc des sports Marcel-Michelin pour le rugby à XV ;
- le stade Gabriel-Montpied pour le football ;
- la maison des sports pour le basket-ball masculin ;
- le gymnase Honoré-et-Jean-Fleury pour le basket-ball féminin ;
- la patinoire (olympique) pour le hockey sur glace ;
- le stade des Cézeaux pour le baseball ;
- le circuit de Charade à proximité de Clermont-Ferrand ;
- le stadium Jean-Pellez pour l'athlétisme indoor ;
- le stade nautique (olympique) Pierre-de-Coubertin pour la natation ;
- le complexe sportif omnisports de la Gauthière (ASM) ;
- la piscine Jaques-Magnier, située à Flamina, une des dernières Piscine Tournesol encore en activité de France ; créée en 1975, son bassin mesure 25 mètres avec toit ouvrant, parc et solarium ;
- le stade Philippe-Marcombes, nommé en 1936 en hommage à l'ancien maire. Construit à partir de 1922 sous la direction de l'architecte Ernest Pincot, d'abord constitué d'une piste bordée par une tribune, il accueille des motocycles de 1927 à 1958, un terrain de basket-ball en 1928, l'Institut d'éducation physique en 1932. Entre 1940 et 1944, il sert de cache d'arme pour les résistants. Le cycliste Raphaël Géminiani y arrive victorieux le 13 juillet 1951 pendant le Tour de France. Le premier skatepark clermontois y est ouvert en 2000[7].
- le stade des Gravanches ;
- le stade Camille-et-Edmond-Leclanché, situé à la Plaine et rénové en 2007, qui abrite des terrains de football et de rugby bordés d'allées plantées de grands arbres, constituant un cadre de verdure très agréable. Il est ouvert librement aux promeneurs, familles ou joggeurs dans la journée.

## Les clubs sportifs
Masculin
- Basket-ball : Clermont-Ferrand a connu 2 équipes dans l'élite : l'AS Montferrand puis le Stade clermontois Basket Auvergne. La Jeanne d'Arc Vichy-Clermont Métropole Basket (JAVCM) est la fusion de l'équipe de Vichy et de celle de Clermont-Ferrand. Elle évolue actuellement (saison 2022-2023) en Pro B.
- Football américain : les Servals, club créé en 1994.
- Football : Clermont Foot 63, club qui évolue en première division, connu pour ses exploits en coupe de France.
- Hockey sur glace : les Sangliers arvernes (HCCA) ont connu les joies de la Ligue Magnus dans les années 1990-2000, ils sont champions de France de division 2 en 2016 et en 2019, ils évoluent en division 1.
- Rugby à XV : l'ASM Clermont Auvergne, champion de France 2010 et 2017, évoluant en Top 14 et participant à la coupe d'Europe

Féminin
- Basket-ball : le nom de Clermont-Ferrand est à jamais associé à celui des demoiselles de Clermont et du Clermont UC. Mais Clermont-Ferrand a connu 3 clubs dans l'élite, en plus du CUC et de ses exploits en Coupe d'Europe il faut rajouter l'AS Montferrand (qui a depuis disparu en ce qui concerne l'élite) et le Stade clermontois Auvergne Basket 63.
- Handball : le Stade clermontois Handball, qui a évolué jusque dans l'antichambre de l'élite du handball féminin français à la fin des années 1980. Désormais en Nationale 3 (5e échelon national), l'équipe fanion féminine nourrit des ambitions d'accéder en Nationale 1. Il y a maintenant le HBCAM63 (Handball Clermont Auvergne Métropole 63) qui évolue en Nationale 1.
- Rugby à XV : le Rugby Clermont la Plaine, qui évolue en Élite 2 pour la saison 2020-2021.
- Volley-ball : le Volley-Ball Club Chamalières, qui évolue en Ligue A féminine.

Mixte
- Tennis de table :
  - L'ATSCAF 63 Tennis de Table
  - Le Stade Clermontois Tennis de Table
  - L'US Cheminots Clermontois Tennis de Table

## Médias sportifs clermontois
Le quotidien La Montagne couvre une grande partie des événements sportifs clermontois, tout comme le magazine Sports Auvergne qui traite de l'actualité sportive auvergnate.
Au niveau télévisuel, Clermont Première (chaîne disparue) disposait de plusieurs émissions sportives : bruits de vestiaires, le journal des sports, etc. Alors que France 3 Rhône-Alpes Auvergne traite de toute l'actualité de ces deux régions via le magazine trois partout tous les dimanches.